# Hakea pycnoneura
Hakea pycnoneura (лат.) — кустарник, вид рода Хакея (Hakea) семейства Протейные (Proteaceae). Эндемик небольшого района на западном побережье округа Средне-Западный и небольшого района на южном побережье в округе Голдфилдс-Эсперанс в Западной Австралии. Имеет ароматные розовато-пурпурные цветы в пазухах листьев. 

## Ботаническое описание
Hakea pycnoneura — округлый, довольно открытый кустарник, имеет гладкую серую кору и обычно вырастает на высоту от 2 до 3 м. Цветёт с мая по август и даёт гроздья кремово-розовых цветов с пурпурной основой в пазухах листьев или на старых ветвях. Плоские толстые линейные листья имеют длину 9–20 см, иногда изгибаются и оканчиваются острым кончиком с заметной серединой. Плоды яйцевидной формы имеют длину 15–25 мм и ширину 8–12 мм с небольшими шипами на поверхности.

## Таксономия
Вид Hakea pycnoneura был описан немецким ботаником Карлом Мейсснером в 1855 году и это описание было опубликовано в книге Уильяма Джексона Гукера Journal of Botany and Kew Garden Miscellany по образцу, собранному Джеймсом Друммондом. Видовой эпитет — от греческих слов pycnos, означающего «близкий» и neuron, означающего «нерв», относящийся к венам на листе.

## Распространение и местообитание
H. pycnoneura произрастает в пустошах и кустарниках на песке, суглинках и гравии к северу от Перта: от Калбарри до Морауа. Также небольшая полпуляция обнаружена на южном побережье у горы Раггед и около Эсперанса, где растёт среди кварцитовых пород. Декоративный морозостойкий вид, требующий полного солнца и хорошо дренированного участка.

## Охранный статус
Вид Hakea pycnoneura классифицируется как «не угрожаемый» Департаментом парков и дикой природы правительства Западной Австралии.